# Teodoro Bernardo Schlickmann
Teodoro Bernardo Schlickmann (São Ludgero, 2 de novembro de 1885 — 20 de março de 1964) foi um industrial brasileiro.

## Vida
Filho de Bernardo Schlickmann e Maria Catarina Niehues Schlickmann. Casou em 16 de junho de 1910 com Maria Becker Schlickmann. Tiveram os filhos Isidório Schlickmann, Teotono, Rosina, Ferena (casou com Pedro Michels), Bibiana, Bertinus, Blandina, Tabita (casou com Lauro Locks), Olandina, Beno, Ninpha Emerlinda, Maria (casou com Osmar Werner), Ninpha Elizabete, Ludmila e Judite.

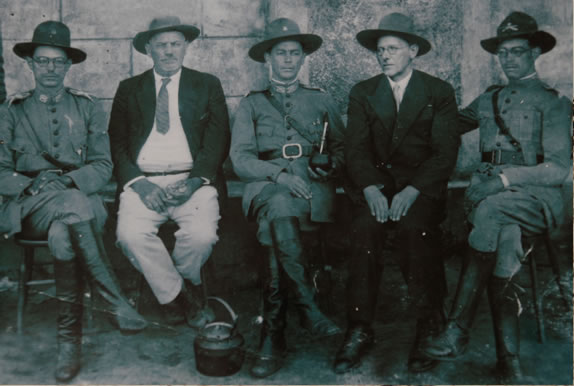
Teodoro Bernardo Schlickmann (segundo a partir da direita) e Augusto Witthinrich (segundo a partir da esquerda), em uma roda de chimarrão com revolucionários gaúchos de 1930, na inauguração da usina hidrelétrica no rio Braço do Norte

## Carreira
Filiado ao Partido Social Democrático (PSD), foi representante de Braço do Norte na câmara de vereadores de Tubarão, município ao qual o então distrito pertencia. Foi vereador em 1936.
Construiu a primeira usina geradora de energia elétrica em Braço do Norte, em sociedade com Augusto Witthinrich, a Sociedade Força e Luz Braço do Norte, precursora da atual Cerbranorte.
Participou ativamente do movimento de emancipação política de Braço do Norte.